# Шмидт, Константин Вильгельм Мориц
Константин Вильгельм Мориц Шмидт (1823—1888) — немецкий филолог.

## Биография
Был профессором Йенского университета. Начав с исследования о дифирамбе и фрагментах греческих дифирамбиков («Diatribe in dithyrambum poetarumque dithyrambicorum reliquias», 1845), дал ряд работ о греческих грамматиках и лексикографах, которые отчасти появились отдельными изданиями (например, «Didymi Chalcenteri, grammatici Alexandrini fragmenta», 1854; «Hesychii Alexaudrini lexicon», 1858—1868; малое издание, 1863—64), отчасти в специальных журналах.
Шмидт внёс существенный вклад в дешифровку ликийского языка (публикации 1867, 1869 и 1876). Он также завершил дешифровку кипрского письма, часть знаков которого была уже дешифрована Джорджем Смитом, однако тот не смог определить язык надписей как греческий («Sammlung kyprischer Inschriften in epichorischer Schrift», 1876 — сочинение, доставившее ему почетную известность не только в Германии, но и за границей). Также Шмидт провёл критический анализ греческих и латинских сочинений, текст которых дошел до нас в наиболее испорченном виде, например «Поэтики» Аристотеля (1875), псевдоксенофонтова трактата об афинском государстве (1876), генеалогии Гигина (1872) и многих др.
Во всех этих изданиях Шмидт обнаружил значительную склонность к конъектуральной критике, которая носит у него отпечаток учёной рефлексии. В введении к греко-немецкому изданию эпиникий Пиндара (1869, ср. «Ueber den Bau d. Pindarischen Strophen», 1882), в труде о хоровых партиях Софокла и в различных мелких статьях он пытался разрешить трудные вопросы греческой ритмики и метрики при помощи новейшей музыкальной теории, часто выходя при этом за пределы достижимых результатов науки.